# Dals-Ed (đô thị)
Đô thị Dals-Ed (Dals-Eds kommun) là một đô thị ở hạt Västra Götaland phía tây Thụy Điển, ở biển giới với Na Uy. Thủ phủ là thị xã Ed. Với tổng diện tích là 825.43 km², trong đó 724.34 km² là đất liền và 101.09 km² là mặt nước, đô thị này có dân số khoảng 4,756 người (năm 2021). Dals-Ed là một trong những đô thị có mật độ dân số thấp nhất ở hạt Västra Götaland, với chỉ 5.8 người/km².
Đô thị hiện nay đã được lập trong cuộc cải cách chính quyền địa phương năm 1952 thông quan việc hợp nhất 6 đơn vị cũ.
Đô thị này có 400 hồ, là nơi du khách đến bơi xuồng, câu cá. Khu vực này cũng có rừng, Vườn quốc gia Tresticklan nằm ở đây.

## Các khu dân cư
Chỉ có một khu vực đô thị duy nhất có dân số hơn 200 người là Ed.